# Ramanthuruth
Ramanthuruth es una de las islas que componen la ciudad de Kochi, en el estado de Kerala, al sur del país asiático de India. En noviembre de 1967 se dio la orden para la integración de la isla a la ciudad de Kochi por parte de la Asamblea Legislativa de Kerala (parlamento regional del estado).